# Torben Grael
Torben Schmidt Grael (ur. 22 lipca 1960 w São Paulo), brazylijski żeglarz sportowy, pięciokrotny medalista olimpijski.
Pochodzi z rodziny o duńskich korzeniach. Jest najbardziej utytułowanym brazylijskim olimpijczykiem. Swój pierwszy medal olimpijski (srebrny) zdobył w 1984 startując w klasie Soling. Kolejne krążki – brązowe w 1988 i 2000, złote w 1996 i 2004 – zdobywał już jako członek załogi jachtu klasy Star. Był także mistrzem świata (1990). Pływa w duecie z Marcelo Ferreirą. 
Brał udział w regatach o Puchar Ameryki. Jego brat Lars także był żeglarzem i medalistą olimpijskim (Tornado).